# 王者賓
王者賓（？年—？年），字。熱河省朝陽縣人。民國37年（1948年）在熱河省選區遞補當選第一屆立法委員。

## 生平
- 曾在宋哲元將軍部下服務二十年
- 熱河省高等法院判決何梅志當選立委無效，由王者賓遞補熱河省立委[1]
- 民國37年7月18日，下午三時四十分搭乘中國航空公司霸王號機從北京到上海，在龍華機場經海關稽查及憲警查獲在攜帶皮箱中鴉片十公斤半，被當場扣押[2][3][4][5][6][7][8][9][10][11][12][13]
- 判處徒刑七年[14]，交保2億元出獄[15]
- 經立法院第6會期第4次祕密會議決議註銷名籍[16]